# Grace Elliott
Grace Dalrymple Elliott (Edimburgo, 1754 – Ville-d'Avray, 16 maggio 1823) è stata una cortigiana britannica.
È stata l'amante del duca d'Orléans e di Giorgio IV, e probabilmente frequentò anche Napoleone Bonaparte.

## Biografia
Nacque a casa dei suoi nonni materni a Edimburgo. Era la figlia più giovane dell'avvocato e poeta Hew Dalrymple (?-1774) e di Grisel Craw (?-1765). I suoi genitori si separarono quando era una bambina e lei crebbe in un convento francese.
Al suo ritorno in Scozia, il padre la introdusse nella società di Edimburgo, dove divenne famosa per la sua bellezza. Era molto affascinante, possedeva un bel viso e una figura attraente. Tutte queste caratteristiche, unite alla sua intelligenza, divennero ben presto un valido aiuto che la portarono a conquistare il re.

### Matrimonio
Sposò, nel 1771, il ricchissimo medico John Elliott, di 20 anni più vecchio di lei. Tuttavia nel 1774 fuggì da Edimburgo con Lord Valentia dopo uno scandalo.
Suo marito, successivamente fu nominato baronetto, ricevendo anche 12000 £ di danni, e i due divorziarono. Tuttavia il fratello la rapì e la confinò in un altro convento francese.

### Vita da cortigiana
Lord Cholmondeley, uno dei suoi tanti benefattori, la salvò e la portò di nuovo a Londra dove è diventata amante e cortigiana di diversi uomini importanti e ricchi.
Nel 1782, ebbe una relazione con il principe di Galles (poi Giorgio IV), dalla quale nacque una figlia chiamata Georgina Seymour (1782-1813), ma venne battezzata a St Marylebone come 'Georgina Frederica Augusta Elliott, figlia di Sua Altezza Reale, il Principe di Galles George & Grace Elliott'. Gli altri principi e molti altri consideravano Lord Cholmondeley come il padre, anche se gli amici del principe Guglielmo ha detto che Charles Wyndham (fratello di Lord Egremont), assomigliasse a lei, rivendicato la paternità. Altri ancora pensano che il padre potrebbe essere George Selwyn.

### Francia, Luigi Filippo d'Orléans e il carcere
Giorgio, principe di Galles, la presentò al duca d'Orléans nel 1784. I due iniziarono una relazione e nel 1786 si stabilirono a Parigi, dove rimasero per tutta la rivoluzione. Il duca si schierò con i rivoluzionari, prese il nome di Philippe Égalité, votando persino per l'esecuzione di suo cugino, il re. Grace, invece, parteggiò per la monarchia e divenne una devota sostenitrice di Luigi XVI e della sua famiglia. La loro esecuzione nel 1793 la devastò.
La Francia era immersa in un regno di terrore e la paranoia afferrò il popolo. Nonostante il suo sostegno alla rivoluzione, il duca venne perseguitato in quanto di sangue reale (era discendente di Luigi XIII). Grace fu imprigionata, anche se la sua storia con il duca era finita, a causa di una lettera sospetta in suo possesso di Charles James Fox. Venne sospettata di aver aiutato un realista borsista, il marchese de Champcenetz, a sfuggire alla condanna a morte a Parigi. Condivise una cella con Madame du Barry, che un tempo era stata l'amante del re Luigi XV.

### Morte
Anche se molti dei suoi amici trovarono la morte, tra cui Madame du Barry, Grace si salvò, venendo rilasciata dopo il periodo del Terrore. In totale era stata confinata in quattro prigioni diverse dal governo repubblicano.
Negli anni successivi, si raccontò che pur essendo l'amante di Napoleone Bonaparte, ne avesse respinto la proposta di matrimonio. Morì da donna ricca presso Ville-d'Avray, l'odierna Hauts-de-Seine, nel 1823.